# Pleurella ardesiaca
Pleurella là một chi nấm thuộc họ Tricholomataceae. Là một chi đơn loài, nó có loài duy nhất Pleurella ardesiaca, có ở New Zealand.